# Pherallodiscus varius
Pherallodiscus varius är en fiskart som beskrevs av Briggs, 1955. Pherallodiscus varius ingår i släktet Pherallodiscus och familjen dubbelsugarfiskar. IUCN kategoriserar arten globalt som otillräckligt studerad. Inga underarter finns listade i Catalogue of Life.